# Oakwood (Illinois)
Oakwood – wieś w Stanach Zjednoczonych, w stanie Illinois, w hrabstwie Vermilion.